# Campionato americano maschile di pallacanestro 1999
Il 9º Campionato Americano Maschile di Pallacanestro FIBA (noto anche come FIBA Americas Championship 1999) si è svolto dal 14 luglio al 25 luglio 1999 a San Juan, a Porto Rico.
I Campionati americani maschili di pallacanestro sono una manifestazione biennale tra le squadre nazionali organizzato dalla FIBA Americas.

## Squadre partecipanti
| Gruppo A                                            | Gruppo B                                                      |
| --------------------------------------------------- | ------------------------------------------------------------- |
| - Argentina - Canada - Cuba - Stati Uniti - Uruguay | - Brasile - Rep. Dominicana - Panama - Porto Rico - Venezuela |

## Turno preliminare

### Gruppo A
| Squadra     | Pt | G | V | P | PF  | PS  | Diff |
| ----------- | -- | - | - | - | --- | --- | ---- |
| Stati Uniti | 8  | 4 | 4 | 0 | 403 | 256 | +147 |
| Canada      | 7  | 4 | 3 | 1 | 292 | 291 | +1   |
| Argentina   | 6  | 4 | 2 | 2 | 320 | 337 | -17  |
| Uruguay     | 5  | 4 | 1 | 3 | 302 | 379 | -77  |
| Cuba        | 4  | 4 | 0 | 4 | 277 | 331 | -54  |

14 luglio 1999
| Cuba      | 84–87 (TS) | Uruguay |
| Argentina | 70–77      | Canada  |

15 luglio 1999
| Canada      | 75–65  | Cuba    |
| Stati Uniti | 118–72 | Uruguay |

16 luglio 1999
| Stati Uniti | 94–60 | Canada |
| Argentina   | 81–76 | Cuba   |

17 luglio 1999
| Stati Uniti | 103–72 | Argentina |
| Canada      | 80–62  | Uruguay   |

18 luglio 1999
| Stati Uniti | 88–52 | Cuba    |
| Argentina   | 97–81 | Uruguay |

### Gruppo B
| Squadra         | Pt | G | V | P | PF  | PS  | Diff |
| --------------- | -- | - | - | - | --- | --- | ---- |
| Porto Rico      | 8  | 4 | 4 | 0 | 365 | 310 | +55  |
| Venezuela       | 7  | 4 | 3 | 1 | 293 | 287 | +6   |
| Brasile         | 6  | 4 | 2 | 2 | 316 | 324 | -8   |
| Rep. Dominicana | 5  | 4 | 1 | 3 | 302 | 316 | -14  |
| Panama          | 4  | 4 | 0 | 4 | 289 | 328 | -39  |

14 luglio 1999
| Porto Rico | 81–56 | Venezuela       |
| Brasile    | 70–64 | Rep. Dominicana |

15 luglio 1999
| Venezuela       | 91–68 | Brasile |
| Rep. Dominicana | 77–73 | Panama  |

16 luglio 1999
| Porto Rico | 96–88 | Brasile |
| Venezuela  | 76–72 | Panama  |

17 luglio 1999
| Porto Rico | 85–71 | Panama          |
| Venezuela  | 70–66 | Rep. Dominicana |

18 luglio 1999
| Porto Rico | 103–95 (TS) | Rep. Dominicana |
| Brasile    | 90–73       | Panama          |

## Quarti di finale
Le prime quattro classificate dei Gruppi A e B avanzano al gruppo unico da otto squadre dei quarti di finale. Ogni squadra affronterà le quattro squadre provenienti dall'altro gruppo. I risultati della fase a gironi sono mantenuti.
Le prime quattro classificate del gruppo unico accedono alle semifinali.
| Squadra         | Pt | G | V | P | PF  | PS  | Diff |
| --------------- | -- | - | - | - | --- | --- | ---- |
| Stati Uniti     | 16 | 8 | 8 | 0 | 798 | 537 | +261 |
| Canada          | 14 | 8 | 6 | 2 | 627 | 565 | +62  |
| Porto Rico      | 14 | 8 | 6 | 2 | 710 | 665 | +45  |
| Argentina       | 14 | 8 | 6 | 2 | 680 | 652 | +28  |
| Venezuela       | 12 | 8 | 4 | 4 | 567 | 633 | -66  |
| Brasile         | 11 | 8 | 3 | 5 | 641 | 662 | -21  |
| Rep. Dominicana | 10 | 8 | 2 | 6 | 586 | 660 | -74  |
| Uruguay         | 9  | 8 | 1 | 7 | 595 | 737 | -142 |

19 luglio 1999
| Venezuela   | 87–84 (TS) | Uruguay         |
| Canada      | 81–64      | Rep. Dominicana |
| Argentina   | 101–96     | Porto Rico      |
| Stati Uniti | 90–73      | Brasile         |

20 luglio 1999
| Porto Rico  | 93–64  | Uruguay         |
| Canada      | 95–75  | Brasile         |
| Argentina   | 95–71  | Venezuela       |
| Stati Uniti | 107–71 | Rep. Dominicana |

21 luglio 1999
| Argentina   | 85–71  | Rep. Dominicana |
| Brasile     | 100–74 | Uruguay         |
| Porto Rico  | 80–75  | Canada          |
| Stati Uniti | 83–61  | Venezuela       |

22 luglio 1999
| Rep. Dominicana | 78–71  | Uruguay    |
| Argentina       | 79–77  | Brasile    |
| Stati Uniti     | 115–76 | Porto Rico |
| Canada          | 84–55  | Venezuela  |

## Semifinali e Finali
|  | Semifinali  | Semifinali  | Semifinali |        |             | Finale             | Finale             | Finale             |  |
|  |             |             |            |        |             |                    |                    |                    |  |
|  | Stati Uniti | Stati Uniti | 88         |        |             |                    |                    |                    |  |
|  | Stati Uniti | Stati Uniti | 88         |        |             |                    |                    |                    |  |
|  | Argentina   | Argentina   | 59         |        |             |                    |                    |                    |  |
|  | Argentina   | Argentina   | 59         |        | Stati Uniti | Stati Uniti        | 92                 |                    |  |
|  |             |             |            |        | Stati Uniti | Stati Uniti        | 92                 |                    |  |
|  |             |             | Canada     | Canada | 66          |                    |                    |                    |  |
|  | Canada      | Canada      | Canada     | Canada | 66          | 83                 |                    |                    |  |
|  | Canada      | Canada      |            |        |             | 83                 |                    |                    |  |
|  | Porto Rico  | Porto Rico  | 71         |        |             | Finale Terzo Posto | Finale Terzo Posto | Finale Terzo Posto |  |
|  | Porto Rico  | Porto Rico  | 71         |        |             |                    |                    |                    |  |
|  |             |             |            |        |             |                    |                    |                    |  |
|  |             |             |            |        |             | Porto Rico         | Porto Rico         | 101                |  |
|  |             |             |            |        |             | Porto Rico         | Porto Rico         | 101                |  |
|  |             |             |            |        |             | Argentina          | Argentina          | 103                |  |

## Classifica finale
| Campione d'America | Campione d'America | Campione d'America |
| --- | ------------------ | --- |
| Stati Uniti4 Smith, 5 Kidd, 6 Houston, 7 Hamilton, 8 Hardaway, 9 Gugliotta, 10 Garnett, 11 Baker, 12 Szczerbiak, 13 Duncan, 14 Payton, 15 Brand, All. Larry Brown |                    | |
| Argento | Canada             | Canada4 McTavish, 5 Hamilton, 6 Mavis, 7 Nash, 8 Swords, 9 Barrett, 10 Vassell, 11 Anderson, 12 MacCulloch, 13 Guarasci, 14 Meeks, 15 Newton, All. Jay Triano                     |
| Bronzo | Argentina          | Argentina4 Scola, 5 Ginóbili, 6 Montecchia, 7 Nocioni, 8 Victoriano, 9 Sconochini, 10 Espil, 11 Aispurúa, 12 Gutiérrez, 13 Sucatzky, 14 Palladino, 15 Fernández, All. Julio Lamas |
| 4. | Porto Rico         | Porto Rico4 P. Ortiz, 5 Casiano, 6 O. Santiago, 7 Travieso, 8 Mincy, 9 Carter, 10 Padilla, 11 Vega, 12 F. Ortiz, 13 Fajardo, 14 Allende, 15 D. Santiago, All. Julio Toro          |
| 5. | Venezuela          | Venezuela4 Díaz, 5 Keeling, 6 Mijares, 7 Lugo, 8 Quiroz, 9 Torres, 10 Vargas, 11 Nelcha, 12 Heredia, 13 Bayona, 14 Becker, 15 Walcott, All. Guillermo Vecchio                     |
| 6. | Brasile            | Brasile4 Marcelinho, 5 Ratto, 6 Caio, 7 Vanderlei, 8 Sandro, 9 Demétrius, 10 Helinho, 11 Aylton, 12 Josuel, 13 Michel, 14 Rogério, 15 Luís Fernando, All. Hélio Rubens            |
| 7. | Rep. Dominicana    | Rep. DominicanaLópez, Ramírez, Peterson, Novas, Western, Paniagua, Martínez, Payano, Lenderborg, Greer, Vásquez, Baker, All. Miguel Cruzeta                                       |
| 8. | Uruguay            | Uruguay4 Acosta, 5 Tucuna, 6 Losada, 7 Castrillón, 8 Mazzarino, 9 Abratanski, 10 Cabrera, 11 Moglia, 12 Szczygielski, 13 Silveira, 14 Bouzout, 15 Moltedo, All. César Somma       |
| 9. | Panama             | Panama4 Daley, 5 Johnson, 6 D. Gómez, 7 M. Gómez, 8 Fiss, 9 Kirkaldy, 10 Ortiz, 11 Hicks, 12 Cárdenas, 13 García, 14 Wallace, 15 Morán, All. Terry Layton                         |
| 10. | Cuba               | Cuba4 Caballero, 5 Abreu, 6 Casanova, 7 Amaro, 8 Pino, 9 Herrera, 10 Hechevarría, 11 Borrell, 12 Ferrer, 13 Rojas, 14 Núñez, 15 Vega, All. Miguel Calderón                        |